# 淳福
淳福（Thuần Phúc，1565年—1568年）是大越国莫朝莫茂洽的第一个年号，共计4年。
傳統越南歷史年表依據《大越史記全書》，將淳福起止時間定為1562年至1566年，共5年。《大越通史》記載為1565年至1566年，共2年。越南學者據丁克順《莫代碑文》（Văn bia thời Mạc）收錄的碑刻，訂正為1565年至1568年，共4年。

## 纪年
| 淳福 | 初年     | 2年      | 3年      | 4年      |
| 公历 | 1565年   | 1566年   | 1567年   | 1568年   |
| 干支 | 乙丑     | 丙寅     | 丁卯     | 戊辰     |
| 黎朝 | 正治8年  | 正治9年  | 正治10年 | 正治11年 |
| 明   | 嘉靖44年 | 嘉靖45年 | 隆慶元年 | 隆慶2年  |